# 변설호
변설호(卞雪醐, 일본식 이름: 星下榮次, 1888년 6월 12일(음력 5월 3일) ~ 1976년)는 한국의 불교 승려이다. 법명은 영세(榮世), 호는 초우(草牛)이다.

## 생애
경상남도 합천군 출신이다. 48세 때인 1935년에 금강산 유점사 강주로 있다가 경성부의 유점사 경성포교당에 포교사로 부임해 오면서 처음 공식 기록에 모습을 드러낸다.
서울로 올라와 포교 활동을 하던 중, 1937년 중일 전쟁이 발발했다. 전쟁으로 인해 중국에서 전사한 일본군 전사자가 속출하여 서울로 유골이 운반되어 오기 시작했는데, 변설호는 용산의 조선군사령부에 가서 독경과 분향을 했다. 이런 일은 전쟁이 지속되면서 계속되었고, 일본군 승리를 기원하는 제사를 올리고 국방헌금을 헌납하였으며 출정하는 일본군을 직접 송영하는 등 전쟁 지원에 적극 참여하여 공을 인정받았다.
당시 합천 해인사가 선거를 통해 주지를 선출하고도 두 차례나 총독부의 인가를 받지 못해 주지직이 공석으로 남아 있었다. 총독부는 1938년 경찰관을 배석시켜 해인사 주지 선거를 실시하였고, 이 절과는 아무런 연고가 없는 변설호가 출마하여 당선되었다. 총독부의 비호로 주지지에 당선된 변설호는 국방헌금 모금에 적극 나섰으나, 사찰의 부채를 정리하고 건물을 수리하여 신도를 모으는 데 노력도 기울여 1941년 주지 선거에서 재선되었다.
그러나 두 번째 임기 중인 1943년에 해인사에서는 두 가지 불미스러운 사건이 벌어졌다. 첫 번째는 변설호 이전에 해인사 주지 선거에 당선되었으나 총독부의 인가를 얻지 못했던 이고경의 옥사 사건이다. 이고경과 임환경은 해인사 강원에서 강의하며 학승들에게 불교경전 외에 역사와 같은 다른 과목을 가르쳤는데, 변설호가 이를 항일 교육이라며 일제 경찰에 밀고한 것이었다. 이는 다음 주지 선거를 1년 앞두고 해인사에서 신망이 두터운 두 사람을 경쟁자로 여긴 변설호의 무고로 추정된다. 《임진록》 등 불온 서적을 갖고 있던 이들은 제자들과 함께 연행되어 심한 고문을 받았고, 이 중 이고경은 생명이 위독해져 풀려난 직후 사망했다.
두 번째는 해인사 홍제암에 세워져 있던 사명대사 표충비가 일본 형사들에 의해 파괴된 사건이다. 이들은 사명대사 표충비에 새겨진 사명대사와 가토 기요마사의 대화 부분 등을 문제 삼아 표충비를 정과 망치로 깨어뜨리고, 부서진 비석을 경찰주재소의 디딤돌로 사용했다. 이런 일이 벌어진 데에는 변설호의 사전 내락이 있었던 것으로 알려졌다.
두 사건으로 많은 원한을 산 변설호는 1944년 주지 선거에서 낙선했다. 광복 직후에는 이고경 옥사 사건 때 체포되었던 승려 한 명에게 칼을 맞는 일도 있었다. 1946년 조선 불교계는 사명대사 표충비 파괴 사건의 책임을 물어 변설호의 승권을 빼앗고 절에서 내쫓는 중징계를 내렸다. 반민족행위처벌법이 시행된 1949년에 변설호도 밀고자로 기소되었으나 반민특위가 해체되면서 처벌을 받지 않았다.
1975년 불교 종단인 대한불교총화종이 출범하면서 변설호를 종정으로 추대하여 다시 모습을 드러냈다. 이듬해 89세의 나이로 사망했다.

## 사후
변설호가 일본 경찰과 공모해 깨뜨린 사명대사 표충비는 1947년에 변영로가 새로 비문을 지어 다시 세워졌는데, 변설호와 그 무리들을 가리키는 "절 안의 벌레"라는 구절이 서두에 적혀 있다. 1948년 발행된 《불교》에도 "변한(卞漢)과 그 일당으로 하여금 같은 모양의 악형으로 그 죄를 속케 할지니"라며 변설호에 대한 불교계의 공분을 담은 글이 남아 있다.
고은의 《만인보》 중 〈변설호〉라는 시에도 변설호가 친일 승려로 등장한다. 고은은 4·19 혁명 직후 해인사에 잠시 머물 때 변설호를 만났던 것으로 알려졌다.
2008년 민족문제연구소가 발표한 민족문제연구소의 친일인명사전 수록예정자 명단 중 종교 부문에 포함되었다.

## 같이 보기
- 해인사

## 참고자료
- 임혜봉 (2005년 3월 1일). 〈변설호 : 일본 경찰과 통모해 사명대사의 표충비를 깬 해인사 주지〉. 《친일 승려 108인》. 서울: 청년사. 204~217쪽쪽. ISBN 978-89-7278-384-8.
- 신형주 (2006년 4월 15일). “[한국불교 X-파일] ⑥고경 스님 옥사·사명당 석존비 훼손(上)”. 만불신문. 2008년 2월 28일에 확인함. |제목=에 지움 문자가 있음(위치 1) (도움말)[깨진 링크(과거 내용 찾기)]